# Petăr Fărtunov
Petăr Fărtunov (en bulgare : Петър Фъртунов), né le 3 juin 1989 à Samokov, est un sauteur à ski bulgare.

## Biographie
Il fait ses débuts internationaux en 2004 dans la Coupe continentale. 
En 2006, il parvient à se qualifier pour son unique compétition de niveau élite, les Jeux olympiques de Turin, où il échoue au tour préliminaire au petit tremplin et au grand tremplin. Il compte aussi quatre participations aux Championnats du monde junior de 2006 à 2009.
Son meilleur résultat est une quatrième place sur la Coupe FIS à Harrachov en 2007.
Fărtunov dispute sa dernière saison dans le sport en 2009-2010.

## Palmarès

### Championnats du monde junior
| Épreuve / Édition | Kranj 2006 | Tarvisio 2007 | Zakopane 2008 | Strbske Pleso 2009 |
| Individuel        | 36e        | 46e           | 30e           | 67e                |
| Par équipes       |            |               | 13e           |                    |